# Фервју Шорс (Флорида)
Фервју Шорс (енгл. Fairview Shores) насељено је место без административног статуса у америчкој савезној држави Флорида.

## Демографија
По попису из 2010. године број становника је 10.239, што је 3.659 (-26,3%) становника мање него 2000. године.
| Група             | 2000.          | 2010.         |
| Белци             | 10.082 (72,5%) | 6.334 (61,9%) |
| Афроамериканци    | 1.846 (13,3%)  | 1.850 (18,1%) |
| Азијати           | 378 (2,7%)     | 383 (3,7%)    |
| Хиспаноамериканци | 1.310 (9,4%)   | 1.438 (14,0%) |
| Укупно            | 13.898         | 10.239        |